# (69977) Saurodonati
(69977) Saurodonati – planetoida z pasa głównego asteroid okrążająca Słońce w ciągu 5,67 lat w średniej odległości 3,18 j.a. Odkryli ją Emiliano Mazzoni i Massimo Ziboli 28 listopada 1998 roku w Osservatorio Astronomico di Monte Agliale. Nazwa planetoidy pochodzi od Sauro Donatiego (ur. 1959), włoskiego astronoma amatora i pisarza.